# M&Tバンク・スタジアム

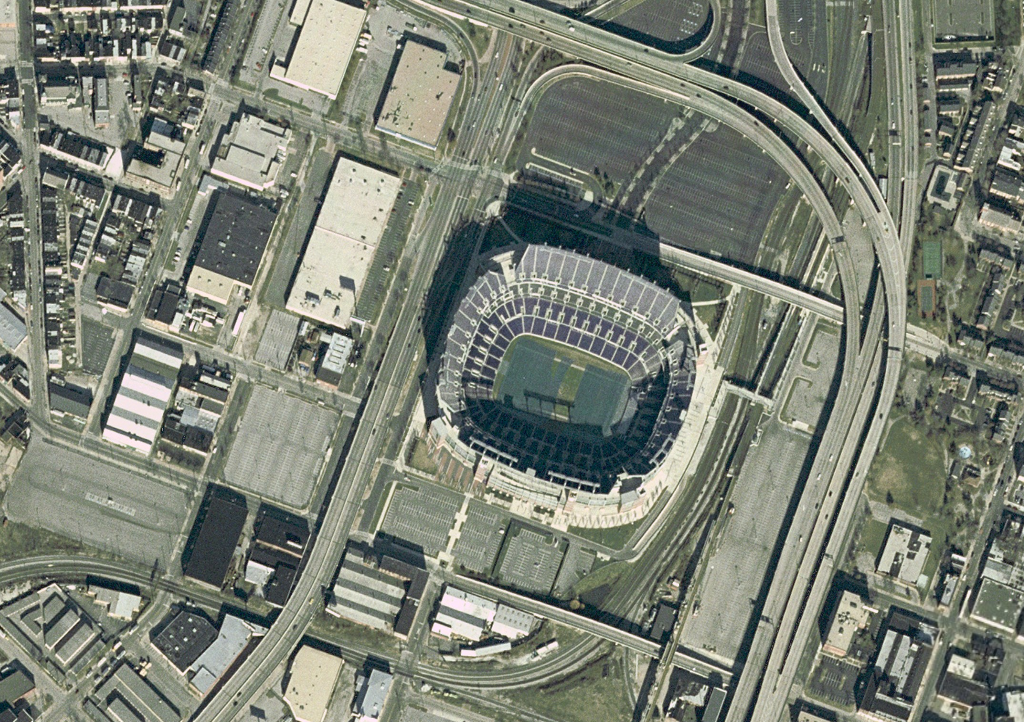
航空写真

M&Tバンク・スタジアム（エムアンドティーバンク・スタジアム、英語: M&T Bank Stadium）は、アメリカ合衆国メリーランド州ボルチモアにあるスタジアム。1998年開場。NFLのボルチモア・レイブンズの本拠地である。MLBのボルチモア・オリオールズの本拠地であるオリオール・パーク・アット・カムデン・ヤーズに近接している。開場時の名称から、現在でも「ボルチモア・スタジアム」と呼ばれる場合がある。
主にアメリカンフットボールとラクロスに使用されている。アメフトでは、前述のレイブンズが本拠地にしており、ラクロスでは、MLLのボルチモア・ベイホークス（現:ワシントン・ベイホークス）が2002年に当スタジアムを本拠地としていたほか、NCAAの試合が度々開催されている。

## 歴史
1998年の開場時、スタジアム名はレイブンズ・スタジアム・アット・カムデン・ヤーズ（Ravens Stadium at Camden Yards）だった。“カムデン・ヤーズ”とは、かつてこの地にあった操車場の名前である。当スタジアムに隣接するオリオール・パーク・アット・カムデン・ヤーズの名も、これに由来する。
1999年、インターネットサービスプロバイダのPSIネットが命名権を20年1億500万ドルで取得したため、スタジアム名がPSIネット・スタジアム（PSINet Stadium）へ変更された。しかしPSIネットが2002年に倒産したため、スタジアム名は以前のものに戻された。
同年9月11日、ボルチモア・コルツ（現:インディアナポリス・コルツ）でクォーターバックを務めていたジョニー・ユナイタスが死去した。スタジアムにユナイタスの名を冠するよう求める声がファンや地元市民の間で高まったが、Maryland Stadium Authorityとレイブンズは新たなネーミング・スポンサーを募集することにした。
2003年、15年7500万ドルの契約でM&Tバンクが新たなスポンサーに決定した。当スタジアムの命名権には、携帯電話事業大手のスプリント・ネクステルや、自動車販売大手のカーマックスも興味を示していた。
2015年のNFLドラフトに合わせて4月30日にイベント開催が予定されていたが、警察に逮捕された黒人男性が死亡したことに伴い、4月27日深夜に暴動が起きたため、イベントは中止された。

## スタジアムのデザイン
当スタジアムのデザインの特徴は2つある。1つは最上部の席が4分割されていること。もう1つは観客用のスロープがスタジアム内にあることである。
これまでNFLのスタジアムといえば、円形または楕円形の客席がフィールドを隙間なく囲むタイプのものが主流だった（例1、例2、例3）。当スタジアムの客席は3層であるが、そのうち最上部は両エンドと両サイドで4つのセクションに分かれており、それぞれのセクションの間には何もない空間が広がっている。この隙間からはボルチモアの風景を望むことができる。
また、観客がスタジアムの入り口から客席まで移動するスロープ状の通路は、これまではスタジアムの外にあることが多かった（例4）。当スタジアムでは、それをスタジアム内に設置した。